# Bitka pri Novari (1849)
Bitka  pri Novari je bila odločilna bitka med Avstrijskim cesarstvom in Kraljevino Sardinijo med prvo vojno za italijansko neodvisnost. Bitka se je začela 22. marca in končala 23. marca 1849 s težkim porazom sardinske vojske.

## Ozadje
Premirje med Avstrijskim cesarstvom in Sardinijo sklenjeno 1848 je trajalo nekaj manj kot sedem mesecev. Sardinski kralj Karel Albert je 12. marca 1849 preklical premirje in znova napovedal vojno. Avstrijska vojska je hitro prevzela pobudo v Lombardiji in zavzela trdjavo Mortaro.

## Bitka
Zasedba Mortare je  pripeljala do bitke med avstrijsko in sardinsko vojsko pri Novari, 28 milj (45 km), zahodno od Milana. Avstrijska stran je imela manj vojakov, vendar so bili ti veliko bolje organizirani in disciplinirani kot sardinski. V bitki je sodelovalo 70.000 avstrijskih vojakov proti 85.000 sardinskim vojakov. Grof Radetzky je spet zadal težak poraz nasprotniku, podobno kot pred letom dni pri Custozzi. Piemont (Sardinija) se je nadejal tudi  podpore od manjših italijanskih držav, ki pa je ni dobil.
Piemontska vojska se je bila prisiljena umakniti vse do Borgomanera, ob vznožju Alp. Avstrijska vojska pa je zasedla  Novaro, Vercelli in Trino, in si odprla prosto pot do Torina, prestolnice Piemonta. V tem času je general Julius Haynau krvavo zadušil upor, ki je izbruhnil v Bresciji.

## Posledice
Karel Albert je bil zaradi poraza v bitki prisiljen odstopiti v korist svojega sina Viktorja Emanuela, ki je kasneje postal prvi kralj združene Italije. Karel Albert pa je odšel v izganstvo na Portugalsko, kjer je še isto leto umrl. General Girolamo Ramorino je bil zaradi obtožb, da v bitki ni upošteval ukazov, obsojen na smrt. Piemont je bil prisiljen podpisati mirovni sporazum, ki je bil podpisan 9. avgusta 1849. V njem se je Piemont zavezal, da bo plačal 65 000 000 frankov vojne odškodnine.